# Bréau-Mars
Bréau-Mars ist eine französische Gemeinde mit 679 Einwohnern (Stand 1. Januar 2022) im Département Gard in der Region Okzitanien. Sie gehört zum Arrondissement Le Vigan und zum gleichnamigen Kanton.
Sie entstand als Commune nouvelle mit Wirkung vom 1. Januar 2019 durch die Zusammenlegung der bisherigen Gemeinden Bréau-et-Salagosse und Mars, die in der neuen Gemeinde den Status einer Commune déléguée haben. Der Verwaltungssitz befindet sich im Ort Bréau-et-Salagosse.

## Gliederung
| Ortsteil                             | ehemaliger INSEE-Code | Fläche (km²) | Einwohnerzahl zum 1. Januar 2019 |
| ------------------------------------ | --------------------- | ------------ | -------------------------------- |
| Bréau-et-Salagosse (Verwaltungssitz) | 30052                 | 24,69        | 478                              |
| Mars                                 | 30157                 | 03,80        | 165                              |

## Lage
Die Gemeinde liegt rund 50 Kilometer nordwestlich von Montpellier am Südrand des Nationalparks Cevennen. Das Gebiet wird vom Flüsschen Souls durchquert.